# هیل سنتر (تگزاس)
هیل سنتر، تگزاس(به انگلیسی: Hale Center, Texas) شهری در ایالت تگزاس از ایالات جنوبی ایالات متحده آمریکا است. در سرشماری سال ۲۰۰۰، جمعیت این شهر ۲۲۶۳ نفر اعلام شد.